# 万县
万县，中国旧县名。
指原万县市的市辖3区，即现重庆市万州区的地域，位于现在重庆市东北部。
万县管辖区域基本等同于现重庆市万州区，最早在三国时期蜀国刘备分朐忍地置羊渠县，治城今长滩，为万州建县之始。明朝洪武六年（1373年），降万州为万县。1950年，分设万县市（县级市），万县与万县市同属万县专区。1970年起，属万县地区。1992年12月11日与万县市（县级市）一并撤销，新设立龙宝区、天城区、五桥区3个市辖区。1997年，3个市辖区并为万县区，1998年更名为万州区。